# Biagio Conte (missionario)
Biagio Conte (Palermo, 16 settembre 1963 – Palermo, 12 gennaio 2023) è stato un missionario laico italiano.
Già eremita, conosciuto anche come Fratel Biagio, ha fondato la "Missione di Speranza e Carità" di Palermo per cercare di rispondere alle drammatiche situazioni di povertà ed emarginazione della gente della sua città natale prima e degli immigrati poi; ad essa e all'evangelizzazione ha dedicato la sua vita.

## Biografia
Figlio di imprenditori edili, a tre anni venne portato in Svizzera in un collegio di suore, ritornando a Palermo a 9 anni per poi essere inserito nel collegio di San Martino delle Scale, dove rimase quattro anni.
A 16 anni abbandonò la scuola e iniziò precocemente a lavorare nell'impresa edile della sua famiglia, ma a causa di una profonda crisi spirituale decise di allontanarsi nel 1983, andando a vivere a Firenze.
Nel maggio 1990 scelse di vivere come eremita, ritirandosi nelle montagne dell'entroterra siciliano e successivamente facendo un viaggio interamente a piedi verso la città di Assisi. Il viaggio fu reso noto alle cronache per gli appelli della famiglia d'origine alla trasmissione Rai Chi l'ha visto?, dove Biagio rispose in diretta informando del suo cammino verso Assisi, che raggiunse il 7 giugno 1991. Tornò quindi a Palermo per salutare i familiari, con l'intenzione di trasferirsi in Africa come missionario, ma lo stato di miseria in cui ritrovò la sua città gli fece cambiare idea.

### La missione
In un primo momento fu attivo dal 1991 nel portare conforto ai senzatetto della stazione di Palermo Centrale, per i quali si batté attraverso diverse proteste ed un digiuno.
Ottenne quindi l'utilizzo di alcuni locali in via Archirafi, ex disinfettatoio comunale, all'interno dei quali fondò nel 1993 la "missione di Speranza e Carità", che oggi accoglie oltre duecento persone nei dormitori, e ne assiste altre mille, in varie forme (cibo, farmaci ecc.).
Biagio Conte portò universalmente il messaggio di pace e fratellanza cristiano, in comunione con la Chiesa cattolica, dando sostegno a numerosi poveri ed emarginati italiani ed extracomunitari di qualunque etnia e provenienza. Di pari passo alla missione, l'evangelizzazione della parola di Cristo si affiancava all'aiuto materiale, resosi nel tempo più efficace, anche con la collaborazione con la Fondazione Banco Alimentare e altre realtà caritative cattoliche.
Nel 2003 aprì una Missione femminile nell'ex convento di Santa Caterina, abbandonato da anni.
Pur rimanendo laico, mantenne un rapporto strettissimo con l'Arcidiocesi di Palermo, che fin dall'inizio lo sostenne, affiancandogli don Pino Vitrano, un sacerdote.
Nel 2015, alla parata del Palermo pride, manifestazione lontana dai valori cattolici universalmente noti, trovandosi a passare, con la meraviglia di molti, si soffermò a dialogare con alcuni partecipanti.
Nel 2018, dopo la morte di alcuni senzatetto nelle strade di Palermo, in segno di protesta contro la povertà decise di dormire in strada, sotto i portici del Palazzo delle Poste centrali, iniziando quindi uno sciopero della fame durato dieci giorni; in seguito la Regione Siciliana finanziò l'ampliamento della missione di via Decollati.
Il 15 ottobre 2018, papa Francesco, accompagnato dall'Arcivescovo di Palermo, ha visitato la "Missione di Speranza e Carità", pranzando con gli assistiti nella mensa.
Nello stesso 2018, la "missione di Speranza e Carità" sbarca a Castellammare del Golfo. Fratel Biagio, con l'appoggio del comune castellammarese farà sorgere in contrada Guidaloca-Ciauli la "casa del soccorso e della speranza", un alloggio a sostegno dei bisognosi sullo stesso modello di Palermo ma più ridimensionato. Sempre nella cittadina del Golfo a sostegno della missione di Fratel Biagio, nel 2022 in contrada Inici, è stato inaugurato un eremo con attigua una piccola chiesa intitolata alla Santissima Trinità.

### Il "miracolo"
Il 16 gennaio 2014 fu reso noto che Biagio Conte, da anni costretto su una sedia a rotelle a causa di alcune vertebre schiacciate, già dalla precedente estate aveva ripreso a camminare dopo un'immersione nelle acque di Lourdes, evento di cui gli stessi medici "non hanno saputo fornire una spiegazione scientifica plausibile".

### La morte
Il 12 gennaio 2023, a causa di una grave forma di tumore al colon contro cui stava lottando da tempo, è morto a Palermo all'età di 59 anni. Il giorno precedente, pur fortemente debilitato, aveva chiesto insistentemente di partecipare alla Messa, dove venne trasportato su una lettiga per ricevere l'eucaristia. Il missionario è stato sepolto nella Chiesa "Casa di Preghiera per tutti i popoli", edificio sacro da lui voluto e progettato nella Cittadella del Povero e della Speranza di via Decollati a Palermo.
Tra i tanti messaggi di cordoglio giunti dopo la morte, anche quello di Papa Francesco, che lo ha definito "Generoso missionario di carità e amico dei poveri", e del Presidente della Repubblica Italiana, Sergio Mattarella, che ne ha valorizzato la testimonianza "coinvolgente ed eroica" a difesa della dignità umana.
Nelle ore successive alla morte, un numero incalcolabile di persone ha fatto visita alla sua salma e ha preso parte al funerale presso la Cattedrale di Palermo, gremita all'inverosimile dentro e attorno alle sue mura.

## Opere
- Il viaggio della "speranza" affinché l'uomo possa migliorare, Palermo, 1991, SBN PA10010148.
- Il cammino della speranza, Palermo, Grafill Editoria Tecnica, 1995, ISBN 88-8207-002-6, SBN BVE0121982.
- La città dei poveri. La mia vita per gli ultimi, (con Giacomo Pilati), Trapani, Il Pozzo di Giacobbe, 2006, ISBN 88-87324-80-8, SBN BAS0164286.

## Nella cultura e nei media

### Filmografia
- Biagio. regia di Pasquale Scimeca, Italia, 2014